# Phlogophora costalis
Phlogophora costalis är en fjärilsart som beskrevs av Moore 1882. Phlogophora costalis ingår i släktet Phlogophora och familjen nattflyn. Inga underarter finns listade i Catalogue of Life.